# Melba Moore
Beatrice Melba Hill conhecida pelo seu nome artístico Melba Moore (Nova Iorque, 29 de outubro de 1945) é uma atriz e cantora de R&B americana. Filha do saxofonista Teddy Hill e da cantora de R&B Bonnie Davis.

## Discografia
| Mercury Records                 | 1970 | I Got Love                         | —   | —  |                                              |                                              |                                              |                                              |                                              |
| Mercury Records                 | 1971 | Look What You're Doing To The Ma'  | 157 | 43 |                                              |                                              |                                              |                                              |                                              |
| Mercury Records                 | 1972 | Live                               | —   | —  |                                              |                                              |                                              |                                              |                                              |
| Buddah Records                  | 1975 | Peach Melba                        | 176 | 49 |                                              |                                              |                                              |                                              |                                              |
| Buddah Records                  | 1976 | This Is It                         | 145 | 32 |                                              |                                              |                                              |                                              |                                              |
| Buddah Records                  | 1976 | Melba '76                          | 177 | 30 |                                              |                                              |                                              |                                              |                                              |
| Buddah Records                  | 1977 | A Portrait of Melba                | —   | —  |                                              |                                              |                                              |                                              |                                              |
| Epic Records                    | 1978 | Melba '78                          | 114 | 35 |                                              |                                              |                                              |                                              |                                              |
| Epic Records                    | 1979 | Burn                               | —   | 71 |                                              |                                              |                                              |                                              |                                              |
| Epic Records                    | 1979 | Closer                             | —   | —  |                                              |                                              |                                              |                                              |                                              |
| EMI Records                     | 1981 | What a Woman Needs                 | —   | 46 |                                              |                                              |                                              |                                              |                                              |
| Capitol Records                 | 1982 | The Other Side of the Rainbow      | 152 | 18 |                                              |                                              |                                              |                                              |                                              |
| Capitol Records                 | 1983 | Never Say Never                    | 147 | 9  |                                              |                                              |                                              |                                              |                                              |
| Capitol Records                 | 1985 | Read My Lips                       | 130 | 30 |                                              |                                              |                                              |                                              |                                              |
| Capitol Records                 | 1986 | A Lot of Love                      | 91  | 7  |                                              |                                              |                                              |                                              |                                              |
| Capitol Records                 | 1988 | I'm In Love                        | —   | 45 |                                              |                                              |                                              |                                              |                                              |
| Capitol Records                 | 1990 | Soul Exposed                       | —   | 52 |                                              |                                              |                                              |                                              |                                              |
| Encore Music Group              | 1999 | Solitary Journey                   | —   | —  |                                              |                                              |                                              |                                              |                                              |
| Believe Music Works / Lightyear | 2001 | A Very Special Christmas Gift      | —   | —  |                                              |                                              |                                              |                                              |                                              |
| Image                           | 2002 | A Night in St. Lucia               | —   | —  |                                              |                                              |                                              |                                              |                                              |
| Shout Glory                     | 2003 | I'm Still Here                     | —   | —  |                                              |                                              |                                              |                                              |                                              |
| Believe Music Works / Lightyear | 2004 | Nobody But Jesus                   | —   | —  |                                              |                                              |                                              |                                              |                                              |
| Shanachie                       | 2009 | The Gift Of Love (with Phil Perry) | —   | —  |                                              |                                              |                                              |                                              |                                              |
| Muzikk Matrixx                  | 2016 | Forever Moore                      | —   | —  | "—" Não entrou na tabela musical deste país. | "—" Não entrou na tabela musical deste país. | "—" Não entrou na tabela musical deste país. | "—" Não entrou na tabela musical deste país. | "—" Não entrou na tabela musical deste país. |